# Prionechinus agassizii
Prionechinus agassizii is een zee-egel uit de familie Trigonocidaridae.
De wetenschappelijke naam van de soort werd in 1891 gepubliceerd door James Wood-Mason & Alfred William Alcock.